# Закара
„Закара“ (на немски: Saccara) е германска неонацистка рок / метъл група, основана през 1986 година в град Мепен.

## Състав
- Даниел „Гиги“ Гизе – бас, вокал
- Кристиян „Нюне“ Шафер – китара
- Матиас „Маце“ Тьоньес – барабани

## Дискография
Демо
- 1987 Ketchup Metal
- 1989 Deckel hoch der Kaffe kocht
- 1992 Hoch das Bein – das Vaterland soll leben

Студио албуми
- 1990 "Urbi et Orbi"
- 1994 Der letzte Mann (indiziert)
- 1995 "Saccara, dein Freund + Helfe"
- 1995 Sturmfest und Erdverwachsen
- 2001 Weltvergifter